# Asuka Katsura
Asuka Katsura (japanisch 桂 明日香 Katsura, Asuka) ist eine japanische Mangaka. 

## Werdegang und Werk
Das erste kommerziell veröffentlichte Werk von Katsura war Neji to Lantern in den Jahren 2003 und 2004. Das Komödie erzählt von einem Mädchen, das im England des 19. Jahrhunderts einen Adelstitel erbt und von einem jungen Lehrer auf ihre Aufgaben vorbereitet wird. Es folgten weitere kürzere Serien und Kurzgeschichten, einige als Beiträge in Anthologien. Von 2005 bis 2007 schuf sie die fünf Bände umfassende Adaption der Fernsehserie Blood+, die ab 2008 bei Carlsen Manga auch auf Deutsch erschien. In dem Mystery-Drama geht es um ein Mädchen und deren dunkle, vom Übernatürlichen bestimmte Vergangenheit. Eine weitere längere Serie von Katsura ist 47-sai, V-kei von 2019, eine Comedy-Geschichte über einen gealterten, berühmten Visual-Kei-Musiker. Katsuras Werke sind mal Komödien, mal Dramen, einige sind im Alltag und andere in fantastischen Settings angesiedelt. Sie hat sowohl für junge und ältere, männliche und weibliche Zielgruppen publiziert.

## Bibliografie (Auswahl)
- Neji to Lantern (螺子とランタン, 2003–2004, 1 Band)
- Cossette no Shōzō (コゼットの肖像, 2004, 2 Bände)
- Blood+ (2005–2007, 5 Bände)
- Soko wa Bokura no Mondai Desu Kara (そこはぼくらの問題ですから, 2005–2006, 1 Band)
- Hanayashiki no Jūnintachi (花やしきの住人たち, 2007–2008, 3 Bände)
- Honey Comb (2007–2011, 5 Bände)
- Bishōnen Meigenshū (美少年名言集, 2009–2011, 1 Band)
- Billionaire Girl (ビリオネアガール, 2009–2013, 3 Bände)
- Shinwa Ponchi (神話ポンチ, 2009–2010, 2 Bände)
- Wakuraban (わくらばん, 2012, 4 Bände)
- Slow Heights no Kamisama (スロウハイツの神様, 2016–2019, 4 Bände)
- 47-sai, V-kei (47歳、V系, 2019, 5 Bände)
- Shōnen Kyūketsuki no Nankinbeya (少年吸血鬼の軟禁部屋, 2022)